# Erkki Laine
Erkki Juhani Laine (* 13. September 1957 in Lahti; † 22. August 2009 in Asikkala) war ein finnischer Eishockeyspieler. Seine Tochter Emma Laine ist eine der besten Tennisspielerinnen Finnlands.

## Karriere
Erkki Laine begann seine Karriere als Eishockeyspieler in seiner Heimatstadt in der Nachwuchsabteilung von Kiekko-Reipas Lahti, mit dessen Profimannschaft er in der Saison 1975/76 als Meister der zweitklassigen I-divisioona in die SM-liiga aufstieg. Mit 40 Treffern war er bester Torschütze der I-divisioona. In der SM-liiga verbrachte der Flügelspieler zwei Jahre, ehe er von 1978 bis 1982 für Leksands IF in der schwedischen Elitserien auflief. In der Saison 1980/81 wurde er dabei erstmals bester Torschütze der Elitserien. Nach einer zweijährigen Rückkehr zu seinem Heimatverein Kiekko-Reipas aus der SM-liiga, spielte der Finne von 1984 bis 1988 für den Färjestad BK aus der Elitserien. Dort wurde er in der Saison 1984/85 auf Anhieb ebenfalls bester Torschütze der höchsten schwedischen Spielklasse. In den Spielzeiten 1985/86 und 1987/88 gewann er mit dem FBK jeweils den schwedischen Meistertitel und wurde in beiden Jahren bester Torschütze der Playoffs. Dazwischen wurde er in der Saison 1986/87 mit Färjestad Vizemeister.
Zur Saison 1988/89 schloss sich Laine dem BSC Preussen aus der Eishockey-Bundesliga an. Für die Mannschaft erzielte er in 36 Spielen 14 Tore und 25 Vorlagen. Die Saison 1989/90 begann der zweifache Olympiateilnehmer beim HC Davos in der Schweizer Nationalliga B, beendete sie jedoch bei seinem Heimatverein Kiekko-Reipas in der I-divisioona. Mit der Mannschaft gelang ihm am Saisonende der Wiederaufstieg in die SM-liiga, in der er weitere vier Jahre spielte, ehe er nach dem erneuten Abstieg der Mannschaft in der Saison 1994/95 noch einmal in der zweiten finnischen Spielklasse antrat. Anschließend beendete er seine Karriere im Alter von 37 Jahren.
Laine starb im August 2009 im Alter von 51 Jahren bei einem Bootsunfall. Ihm zu Ehren vergeben die Pelicans Lahti die Trikotnummer 13 nicht mehr.

### International
Für Finnland nahm Laine im Juniorenbereich an der U19-Junioren-Europameisterschaft 1976 sowie der U20-Junioren-Weltmeisterschaft 1977 teil. Bei der U19-EM gewann er mit seiner Mannschaft 1976 die Bronzemedaille. Im Seniorenbereich stand er im Aufgebot seines Landes bei den Olympischen Winterspielen 1984 in Sarajevo und 1988 in Calgary und gewann 1988 mit Finnland die Silbermedaille.

## Erfolge und Auszeichnungen
- 1981 Bester Torschütze der Elitserien
- 1985 Bester Torschütze der Elitserien
- 1986 Schwedischer Meister mit dem Färjestad BK
- 1986 Bester Torschütze der Elitserien-Playoffs
- 1988 Schwedischer Meister mit dem Färjestad BK
- 1988 Bester Torschütze der Elitserien-Playoffs

### International
- 1976 Bronzemedaille bei der U19-Junioren-Europameisterschaft
- 1988 Silbermedaille bei den Olympischen Winterspielen